# Richard Brautigan
Richard Gary Brautigan (30. ledna 1935 Tacoma Washington – 25. října 1984 Bolinas Kalifornie) byl americký spisovatel, který bývá někdy řazen do postmoderny a jindy k beat generation.

## Život
Brautiganovi rodiče, Bernard Frederick Brautigan a Lulu Mary Keho, spolu dlouho nevydrželi. Richard vyrůstal pouze s matkou a otce potkal snad jen dvakrát v životě. Ten sám zjistil, že má syna, až po Brautiganově smrti. "Má stejné příjmení, ale proč by čekali 45 let, aby mi řekli, že mám syna?"
Roku 1939 Lulu porodila dceru Barbru Ann. Brautigan často vzpomínal na traumatický zážitek, kdy ho matka nechala samotného s dvouletou sestrou v motelu v Great Hills a vrátila se pro ně o dva dny později.
Roku 1943 se Lulu vdala za kuchaře Roberta Geoffreye Porterfielda, řekla Brautiganovi, že to je jeho biologický otec. S ním se ale v roce 1949 rozvedla a o rok později si vzala Williama Davida Folstona, na kterého ale Richard vzpomínal jako na alkoholického tyrana, který Lulu mlátil.
V mládí se zjistilo, že je paranoidní schizofrenik a prodělal šokovou terapii, což jej velmi ovlivnilo. V počátcích beat generation žil v San Franciscu a ačkoli s tímto hnutím výrazně spolupracoval, nikdy se k němu plně nepřihlásil. Přesto do něj bývá řazen.
Brautigan rozdával své básně na ulici, což bylo u beat generace relativně obvyklé, ale odmítal se účastnit veřejných čtení (což bylo neobvyklé). Brautigan rozdával své básně tištěné na balíčkách se semeny rostlin, tzn. každý člověk dostal osm balíčků semen, na nichž byly otištěny básně. Zajímavostí je, že neotevřené balíčky jsou nyní sběrateli velmi ceněny a prakticky je nemožné je sehnat.
V roce 1957 se oženil a v roce 1970 se rozvedl, po rozvodu se zhoršily jeho deprese. Roku 1972 se přestěhoval z Montany do Pine Creek a od té doby neposkytl žádný rozhovor a odmítal účast na všech oficiálních akcích na něž byl zván.
Jeho knihy jsou složeny z krátkých, často absurdních příběhů. Během 60. let si Brautigana přivlastnilo hnutí hippies. V 80. letech se stal kultovním autorem i v Československu, zejména díky kongeniálnímu překladu jeho první česky vydané knihy V melounovém cukru (Odeon, 1986).

## Dílo
- Konfederační generál z Big Suru – 1964, česky 1997, překlad Rudolf Chalupský
- Potrat: historická romance 1966 – 1966, česky 1993, překlad Jan Jařab
- Chytání pstruhů v Americe – 1967, česky 1993, překlad Olga Špilarová
- V melounovém cukru – 1968, česky 1986, překlad Olga Špilarová
- Trávník se mstí – 1977, česky 1998, překlad Olga Špilarová
- Hawklineská příšera: Gotický western – 1974, česky 1991, překlad Rudolf Chalupský
- Willard a jeho kuželkářské trofeje. Perverzní mystérium – 1975, česky 1995, překlad Čestmír Pelikán
- Sombrero z nebe: japonský román – 1976
- Sen o Babylonu: detektivní román 1942 – 1977, česky Detektivem v Babylónu, 2023, překlad Olga Špilarová
- Expres Tokio – Montana – 1980, česky 1994, překlad Michal Novotný
- Pilulka versus důlní katastrofa ve Springhillu – 1980, český výbor Ano, rybí hudba. Básně z let 1958–1968, 1996, překlad Olga Špilarová
- Nemám, co bych dodal. Kompletní poezie – 2016, český výbor Kůň, který musel zastavit, 2021, překlad Olga Špilarová